# 西武園ゆうえんち駅
西武園ゆうえんち駅（せいぶえんゆうえんちえき）は、埼玉県所沢市山口にある西武鉄道山口線（レオライナー）の駅。駅番号はSY02。埼玉県で最南端の駅である。

## 概要
西武園ゆうえんちの敷地内に立地する。
開業当初は遊園地西駅（ゆうえんちにしえき）と称しており、駅名の通り西武園ゆうえんち西口に隣接していた。隣の西武遊園地駅（現：多摩湖駅）と西武園ゆうえんち中央口との間は階段を介するのに対し、当駅と西口の間は段差なくアクセス可能であることから、西武鉄道ならびに西武園ゆうえんちにおいてはベビーカー・車椅子利用客に対して、段差を経ることなく入園が可能である当駅の利用を推奨していた。2021年（令和3年）の西武園ゆうえんちリニューアル（同年5月19日オープン）に伴い中央口が閉鎖となり、従来の西口が新たなメインゲートとして整備されることから、来園者の便宜を図り現在の駅名に改称した。
冒頭で述べた通り、当駅は埼玉県所沢市山口に存在するが、同地は埼玉県と東京都との県境南端に位置し、当駅は埼玉県における最南端の駅である。

## 歴史
1985年（昭和60年）4月に実施された、山口線の新交通システム（AGT）転換に伴って開業した駅である。当駅の西方にはかつて軽便規格の「おとぎ電車」であった当時の山口線の起点駅であった遊園地前駅が存在し、当駅は遊園地前駅の代替として位置付けられた。もっとも、当駅の開業日は山口線の新交通システム転換・運行再開日と同日とされており、駅としての経歴は継承されていない。

### 年表
- 1985年（昭和60年）4月25日：山口線の新交通システム転換に伴い遊園地西駅として開業。
- 2021年（令和3年）3月13日：駅名を西武園ゆうえんち駅に改称[1][2][3]。

## 駅構造
単式ホーム1面1線を有する地上駅で、山口線における唯一の途中駅である。ホームには転落防止柵が設置されている。
自動改札機・自動券売機設置駅。トイレは改札口の外側、自動券売機に隣接して設置されている。夜間（17時20分 - 翌9時15分）は駅員無配置となる。
| 路線                   | 方向 | 行先           |
| ---------------------- | ---- | -------------- |
| 山口線（レオライナー） | 上り | 多摩湖ゆき     |
| 山口線（レオライナー） | 下り | 西武球場前ゆき |

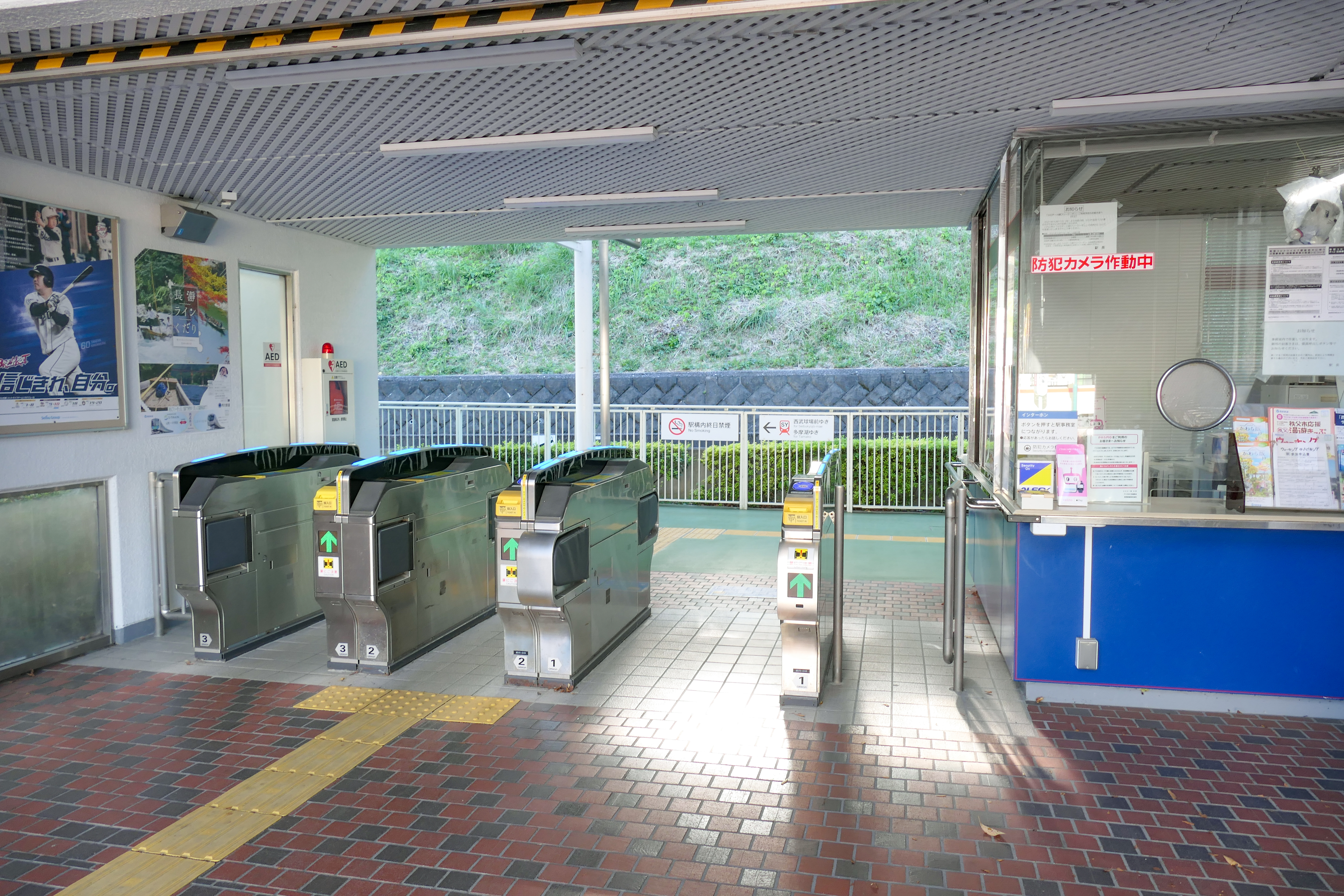
改札口（2021年10月）
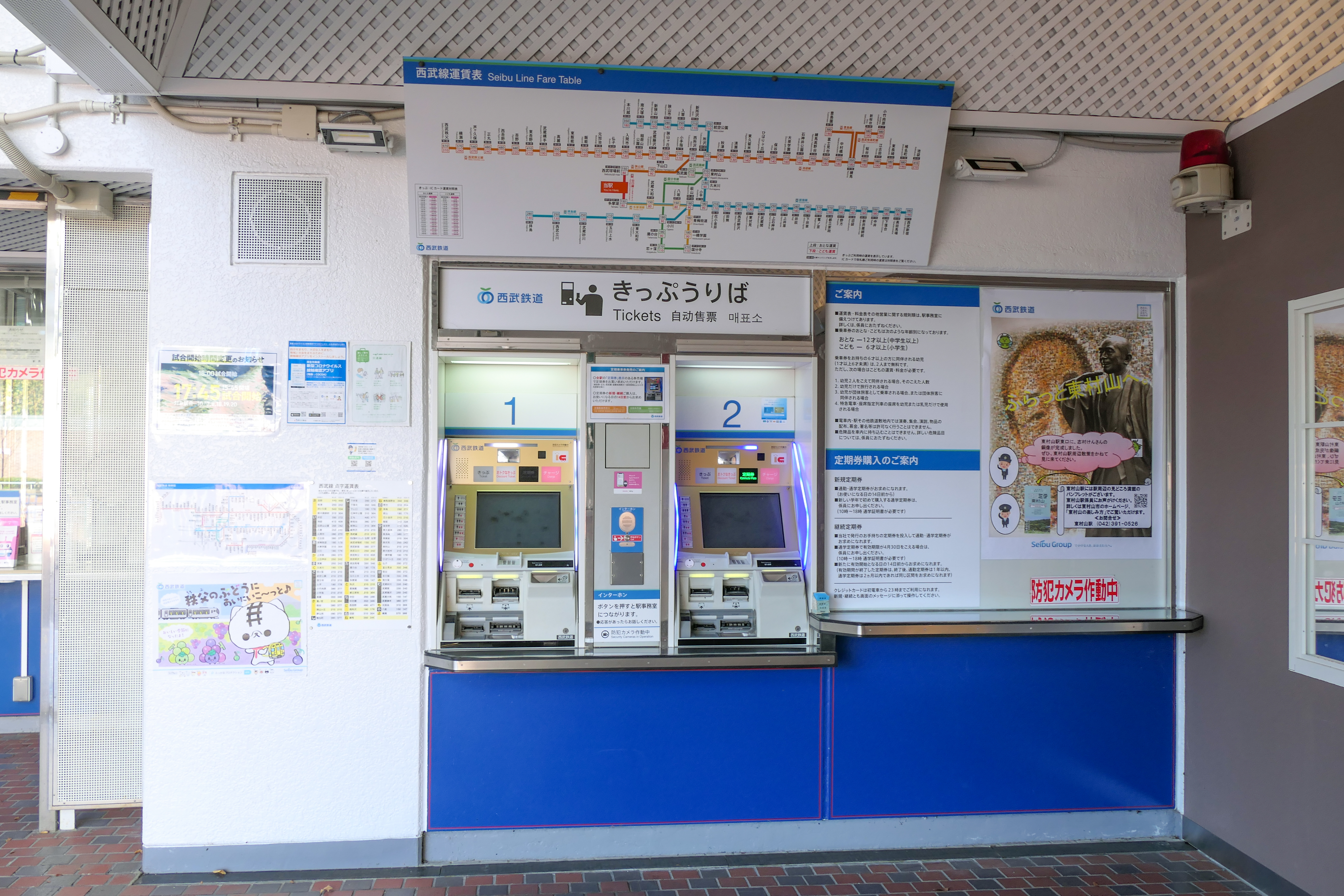
自動券売機（2021年10月）
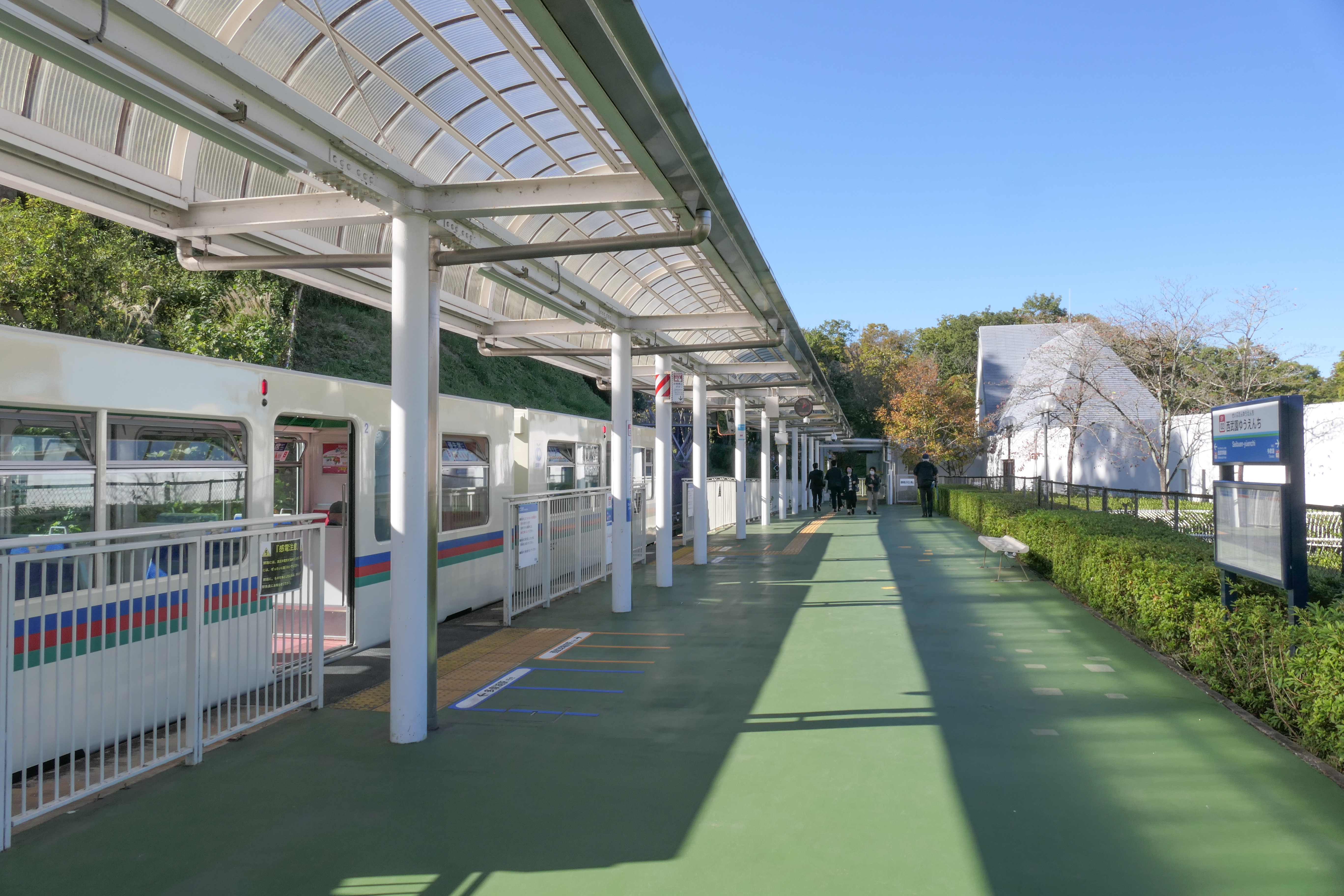
ホーム（2021年10月）
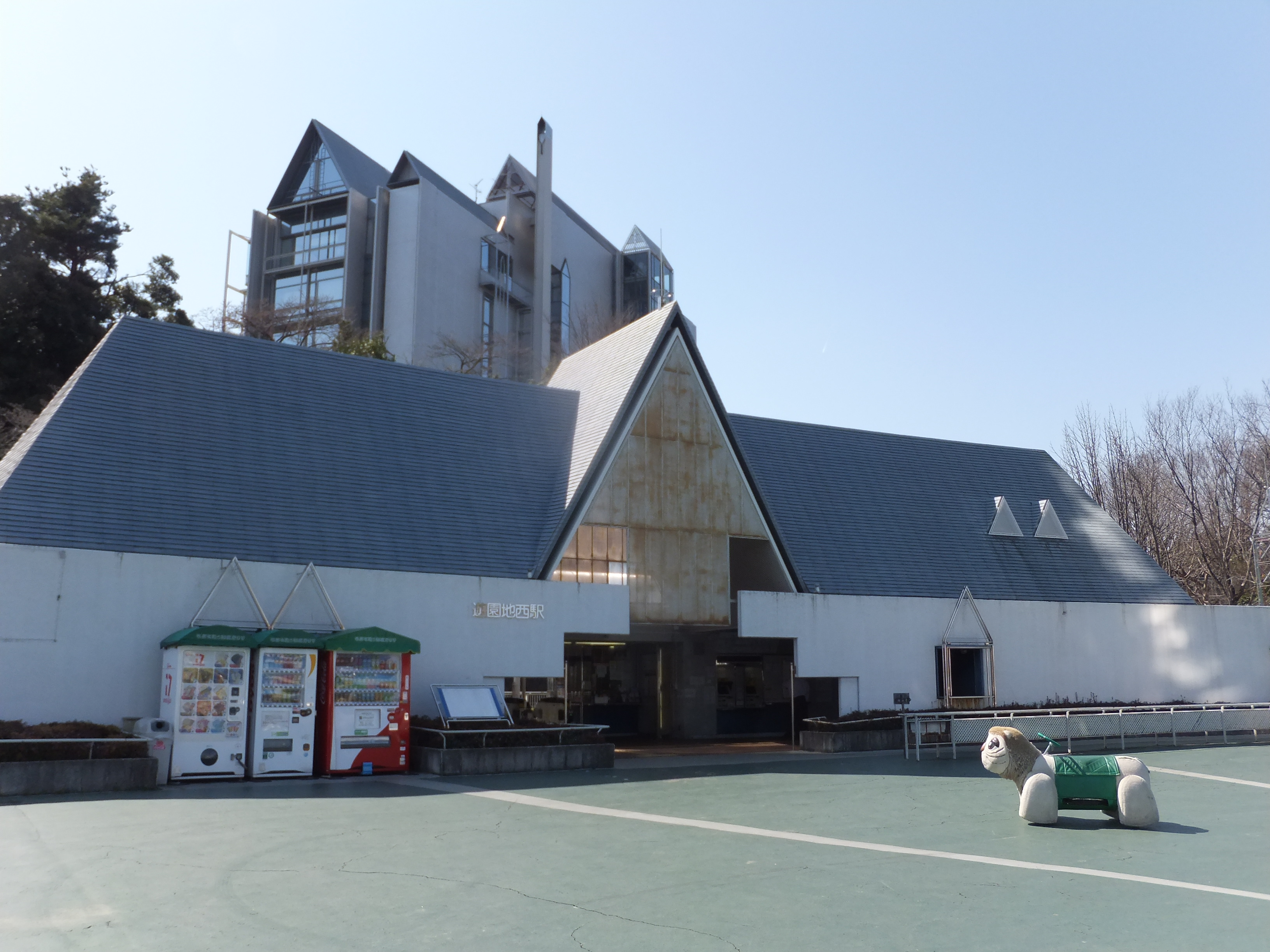
遊園地西駅時代の駅舎（2016年3月）

## 利用状況
- 西武鉄道 - 2024年度の1日平均乗降人員は1,472人である[西武 1]。
西武鉄道全92駅中85位。

近年の1日平均乗降・乗車人員の推移は下記の通りである。
| 年度               | 1日平均 乗降人員 | 1日平均 乗車人員 | 出典              |
| ------------------ | ---------------- | ---------------- | ----------------- |
| 1997年（平成09年） | 1,195            |                  |                   |
| 1998年（平成10年） | 1,064            |                  |                   |
| 1999年（平成11年） | 1,068            | 568              | [ 埼玉県統計 1 ]  |
| 2000年（平成12年） | 959              | 513              | [ 埼玉県統計 2 ]  |
| 2001年（平成13年） | 886              | 479              | [ 埼玉県統計 3 ]  |
| 2002年（平成14年） | 850              | 463              | [ 埼玉県統計 4 ]  |
| 2003年（平成15年） | 828              | 449              | [ 埼玉県統計 5 ]  |
| 2004年（平成16年） | 847              | 461              | [ 埼玉県統計 6 ]  |
| 2005年（平成17年） | 842              | 461              | [ 埼玉県統計 7 ]  |
| 2006年（平成18年） | 801              | 430              | [ 埼玉県統計 8 ]  |
| 2007年（平成19年） | 749              | 394              | [ 埼玉県統計 9 ]  |
| 2008年（平成20年） | 744              | 386              | [ 埼玉県統計 10 ] |
| 2009年（平成21年） | 763              | 395              | [ 埼玉県統計 11 ] |
| 2010年（平成22年） | 781              | 403              | [ 埼玉県統計 12 ] |
| 2011年（平成23年） | 950              | 424              | [ 埼玉県統計 13 ] |
| 2012年（平成24年） | 898              | 429              | [ 埼玉県統計 14 ] |
| 2013年（平成25年） | 781              | 398              | [ 埼玉県統計 15 ] |
| 2014年（平成26年） | 757              | 383              | [ 埼玉県統計 16 ] |
| 2015年（平成27年） | 764              | 392              | [ 埼玉県統計 17 ] |
| 2016年（平成28年） | 757              | 384              | [ 埼玉県統計 18 ] |
| 2017年（平成29年） | 695              | 346              | [ 埼玉県統計 19 ] |
| 2018年（平成30年） | 721              | 361              | [ 埼玉県統計 20 ] |
| 2019年（令和元年） | 682              | 339              | [ 埼玉県統計 21 ] |
| 2020年（令和02年） | 512              | 256              | [ 埼玉県統計 22 ] |
| 2021年（令和03年） | 1,611            |                  |                   |
| 2022年（令和04年） | 1,667            |                  |                   |
| 2023年（令和05年） | 1,586            |                  |                   |
| 2024年（令和06年） | 1,472            |                  |                   |

## 駅周辺
駅正面が西武園ゆうえんちのメインエントランス前広場となっており、都電カラーに塗り替えられた長崎電気軌道1050形1051（旧：仙台市電モハ100形）が設置されている。また、改札を出て左手は歩道を経て公道（山口城址通り）に接続し、その北側は住宅街が広がる。
また、西武グループの中国割烹旅館「掬水亭」の最寄り駅ともなっている。

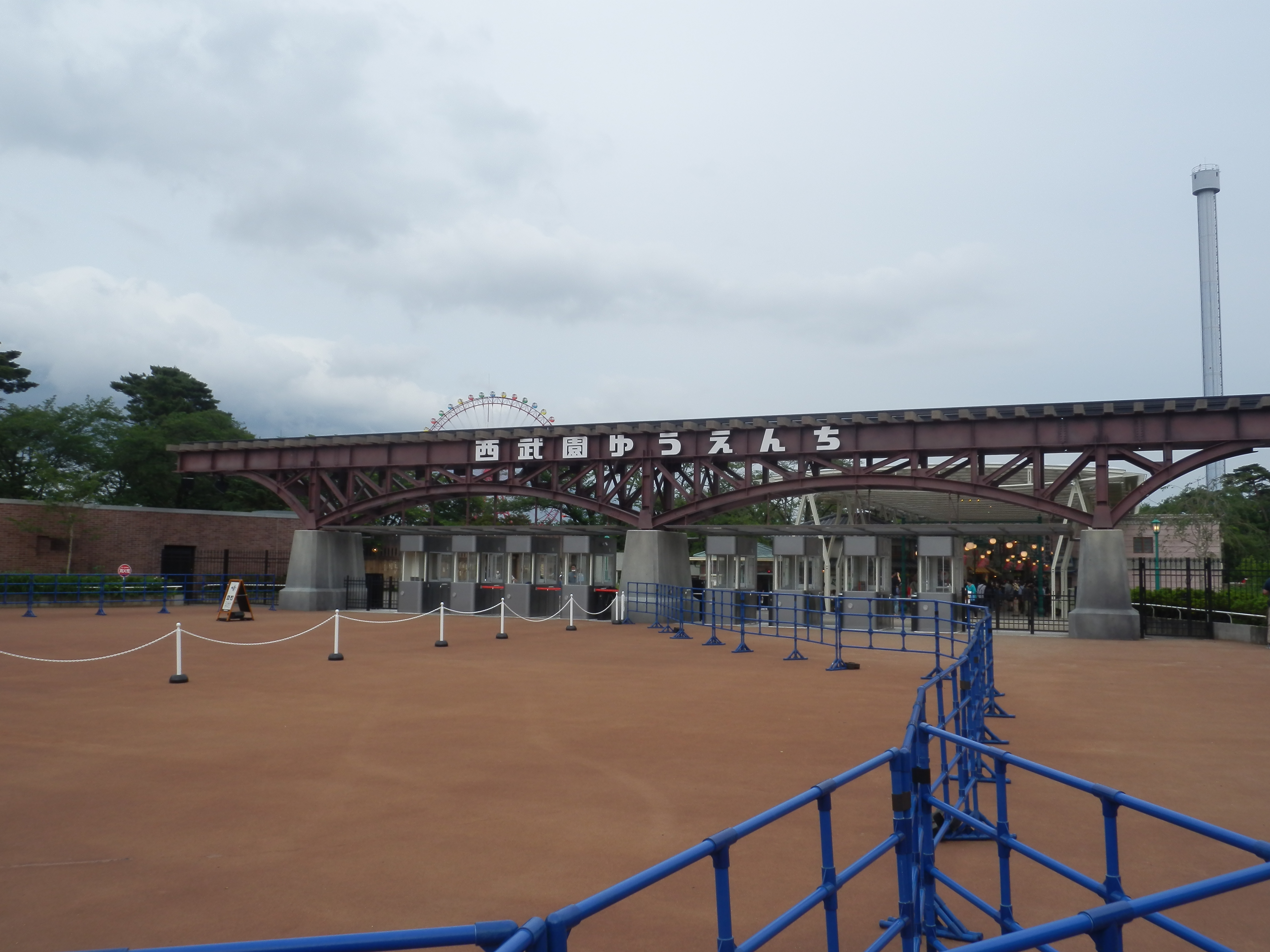
西武園ゆうえんちエントランス（2021年6月）
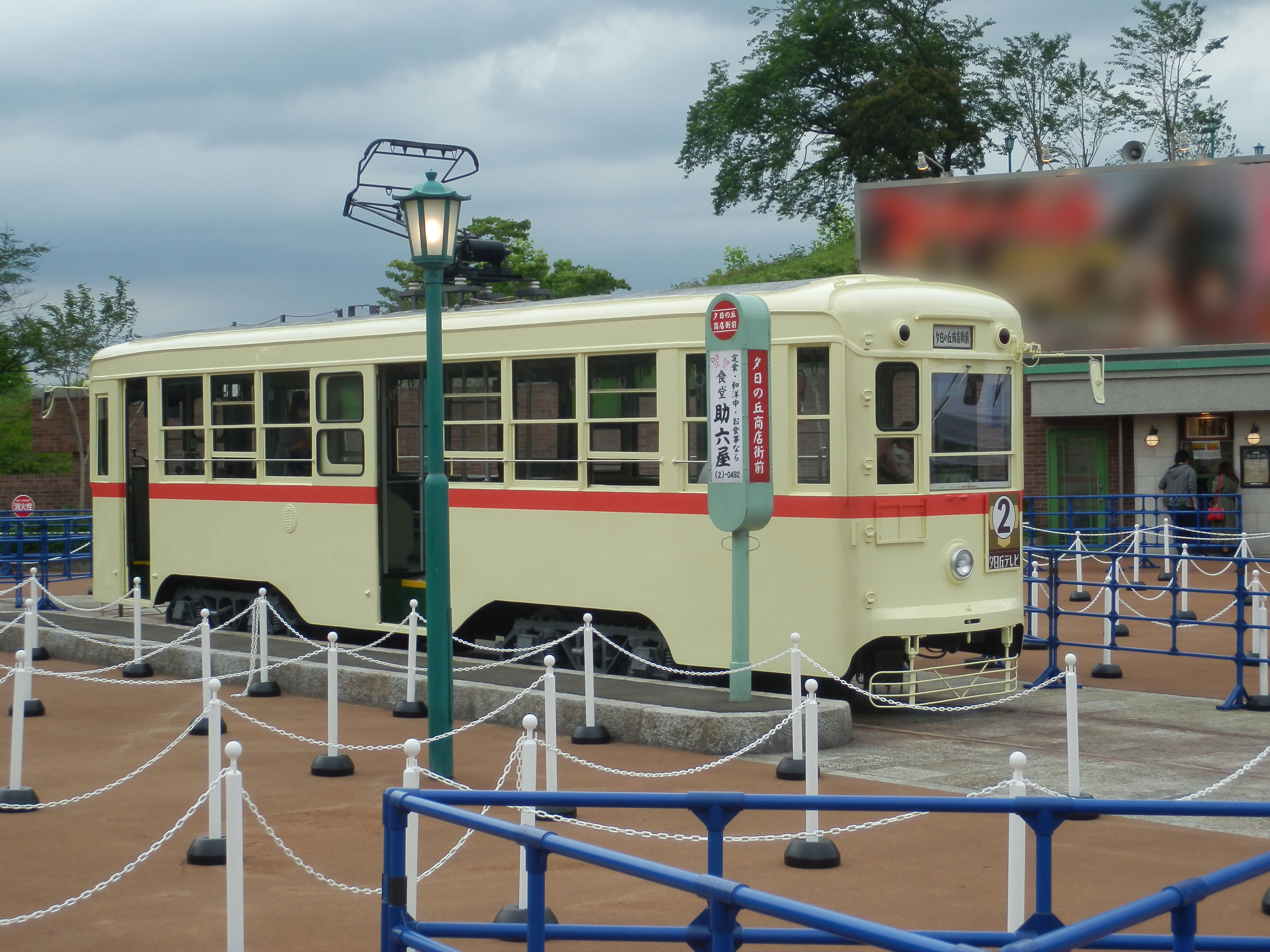
長崎電気軌道1050形1051（2021年6月）

### 路線バス
「西武園ゆうえんち駅」バス停（遊園地駐車場出口に面した道路沿い）
- 市内循環バス「ところバス」 南路線吾妻循環コース
  - 保健センター行（左回り：西武園駅・所沢駅西口経由、右回り：下山口駅入口・西所沢駅入口・所沢駅西口経由の2系統）

駅名改称後もしばらくバス停の名称は「遊園地西駅」のままであったが、2022年（令和4年）4月1日に改称された。

## 隣の駅
西武鉄道
 山口線（レオライナー）
多摩湖駅 (SY01) - 西武園ゆうえんち駅 (SY02) - （東中峯信号場） - 西武球場前駅 (SY03)